# Cépet
Cépet (okzitanisch Cepet) ist eine französische Gemeinde im Département Haute-Garonne in der Region Okzitanien. Sie gehört zum Arrondissement Toulouse und zum Kanton Villemur-sur-Tarn. Die 2.325 Einwohner (Stand: 1. Januar 2022) werden Cépetois genannt.

## Geographie
Cépet liegt etwa 16 Kilometer nördlich von Toulouse am Girou. Umgeben wird Cépet von den Nachbargemeinden Villeneuve-lès-Bouloc im Norden, Gargas im Nordosten und Osten, Labastide-Saint-Sernin im Osten und Südosten, Gratentour im Süden, Bruguières im Südwesten und Westen sowie Saint-Sauveur im Westen und Nordwesten.

## Bevölkerungsentwicklung
| Jahr                       | 1962 | 1968 | 1975 | 1982 | 1990 | 1999 | 2006 | 2012 | 2020 |
| Einwohner                  | 344  | 481  | 697  | 908  | 1023 | 1315 | 1455 | 1655 | 2224 |
| Quellen: Cassini und INSEE |      |      |      |      |      |      |      |      |      |

## Sehenswürdigkeiten

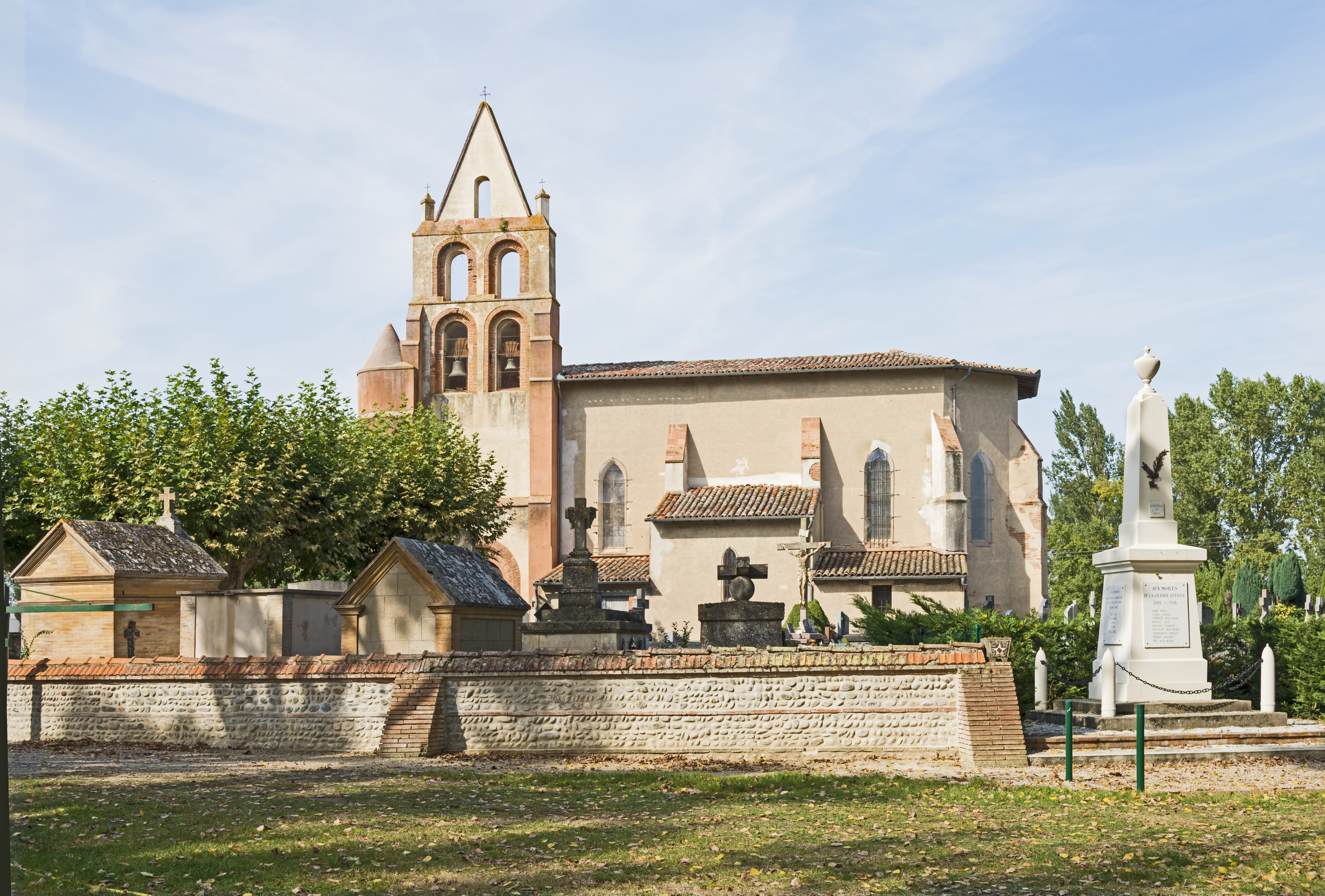
Kirche Sainte-Foy

- Kirche Sainte-Foy
- Schloss
- Lavoir
- Taubenturm im Ortsteil Maurys

## Persönlichkeiten
- Marguerite Canal (1890–1978), Komponistin und Pianistin